# 문경 굴봉산 돌리네습지

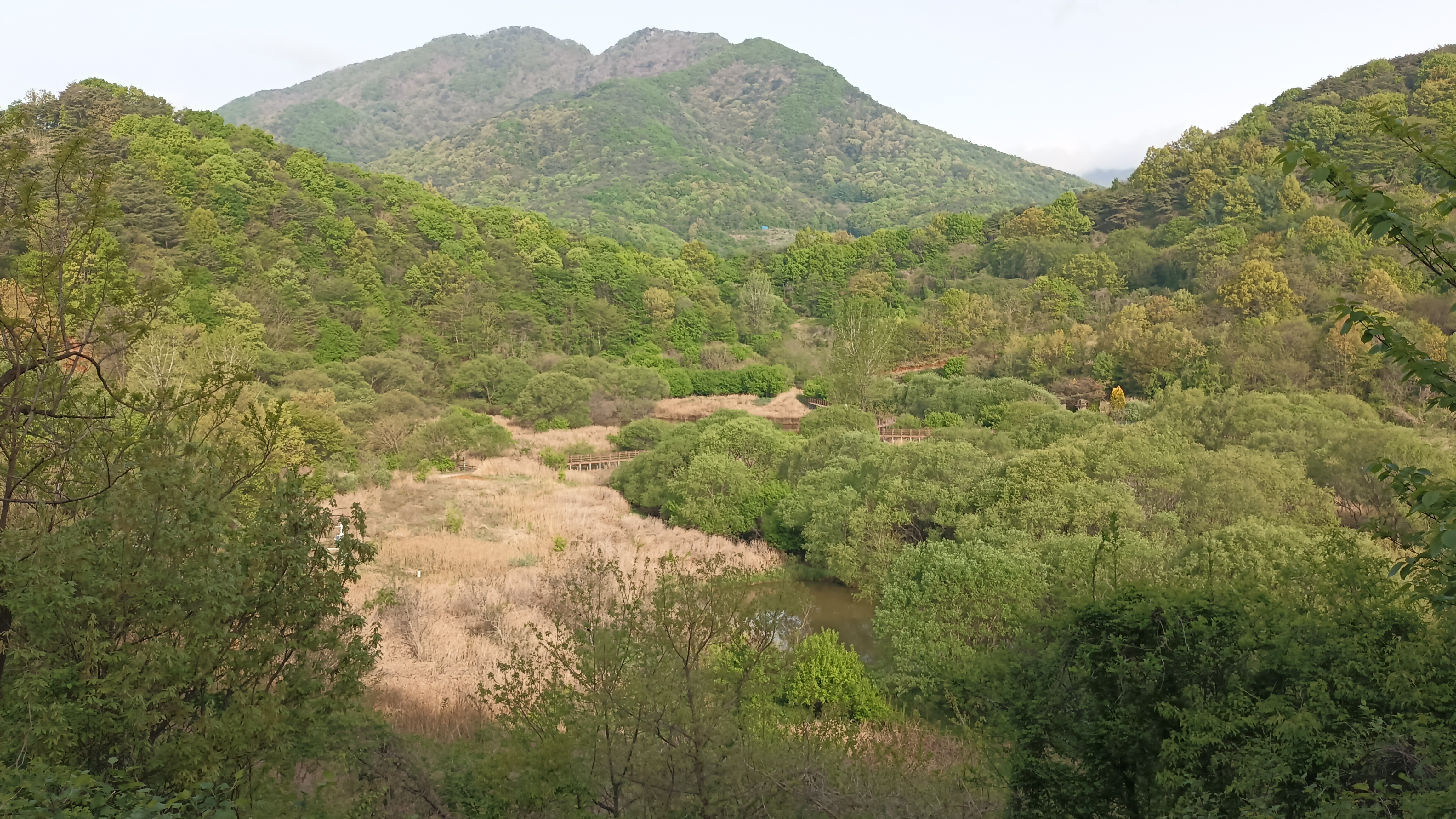
문경돌리네습지

문경 굴봉산 돌리네습지 또는 문경 돌리네 습지(Mungyeong Doline Wetland)는 문경시 산북면 우곡리 굴봉산 산정부 일원에 발달한 돌리네 지형에 형성된 습지이다. 습지 형성이 어려운 돌리네 지형에 형성된 습지로 국내에서 유일하고 세계적으로도 희소성이 높다. 일반적인 돌리네와는 달리 배수가 잘 안 되어 지형, 지질학적 측면에서 가치가 매우 높다.

## 개요
문경돌리네습지는 굴봉산(399.9 m) 정상부에 있는 면적 494,434 m2의 산지형 습지로 물이 고이기 힘든 돌리네 지형에 습지가 형성된 매우 희귀한 곳이며 세계적으로도 특이한 사례로서 지형, 지질학적 측면에서 학술적 가치가 높다. 또한 육지, 초원, 습지 생태계가 공존해 수달, 담비 등 731종의 야생생물이 서식하는 생물다양성이 풍부한 지역이다. 건기 시 습지의 물이 마르면 동굴의 입구와 싱크홀 등이 확인된다.

### 찾아가는 길
문경돌리네습지 주차장(지번: 문경시 산북면 우곡리 788/도로명주소: 문경시 산북면 읍실길 107-91)에 주차한 후 탐방로를 따라 800 m 전진하면 300~400 m 높이의 산으로 둘러싸인 돌리네 지형이 나온다. 입장료는 무료이다. 

## 조선 누층군
문경돌리네습지는 고생대 조선 누층군 문경층군의 석회암 카르스트 지대에 위치하며 문경돌리네습지 내에 조선 누층군의 석회암 노두가 드러나 있다. 조선 누층군 내에는 습곡 구조가 발달한다.

## 사진
문경 굴봉산 돌리네습지와 조선 누층군
- 지하 용출수 옥녀샘
북위 36° 42′ 27.4″ 동경 128° 13′ 34.4″ / 북위 36.707611°  동경 128.226222°
- 돌리네습지
북위 36° 42′ 25.4″ 동경 128° 13′ 32.6″ / 북위 36.707056°  동경 128.225722°
- 카르스트 안내판
북위 36° 42′ 21.7″ 동경 128° 13′ 29.9″ / 북위 36.706028°  동경 128.224972°
- 돌리네습지 입구의 조선 누층군 노두
북위 36° 41′ 57.9″ 동경 128° 13′ 25.1″ / 북위 36.699417°  동경 128.223639°
- 카르스트 안내판
북위 36° 42′ 22.0″ 동경 128° 13′ 35.9″ / 북위 36.706111°  동경 128.226639°
- 북위 36° 42′ 21.7″ 동경 128° 13′ 35.7″ / 북위 36.706028°  동경 128.226583°
- 북위 36° 42′ 21.5″ 동경 128° 13′ 35.8″ / 북위 36.705972°  동경 128.226611°
- 북위 36° 42′ 21.1″ 동경 128° 13′ 35.6″ / 북위 36.705861°  동경 128.226556°
- 북위 36° 42′ 21.1″ 동경 128° 13′ 35.6″ / 북위 36.705861°  동경 128.226556°
- 습곡 구조
북위 36° 42′ 21.2″ 동경 128° 13′ 36.0″ / 북위 36.705889°  동경 128.226667°
- 북위 36° 42′ 21.2″ 동경 128° 13′ 36.1″ / 북위 36.705889°  동경 128.226694°

## 깉이 보기
- 습지
- 돌리네
- 문경시의 지질
- 조선 누층군
- 대한민국의 람사르 등록 습지 목록